# ندى موسى
ندى موسى (8 أغسطس 1982 -)، ممثلة مصرية. بدأت مشوارها الفني عام 2004 ولمعت من خلال مسلسل «يوميات ونيس الجزء السابع» عام 2010، ثم شاركت العديد من الأعمال في السينما والتلفزيون.

## أعمالها

### مسلسلات
| تيتا زوزو: 2024 - المشوار 2022 - بين السما والأرض:2021 - هجمة مرتدة:2021 - الوجه الآخر:2020 - شبر ميه: 2019 - ريهام . - ابن أصول:2019-ضيفة شرف - شقة فيصل:2019 - لآخر نفس:2019 - بالحجم العائلي:2018-رشا عبد اللطيف - الحساب يجمع:2017-عبير | - اللهم إني صايم:2017-نشوى - حكايات بنات (ج2، 3):2017، 2017-ملك - جراب حواء:2016 - جراند أوتيل:2016-آمال - عيون القلب:2015-ايمان - طريقي:2015-ليلى - الكابوس:2015 - ذهاب وعودة:2015-دينا - أنا عشقت:2014 | - دهشة:2014-عجمية - هبة رجل الغراب (ج1، 2):2014، 2014- رباب - العقرب:2013- ضيف شرف - الداعية:2013 - أخت تريز:2012-صباح زوجة رشدي - مع سبق الإصرار:2012 - يوميات ونيس (ج 7، 8):2010، 2013-بهيرة - مش ألف ليلة وليلة:2010-خوخا - أحلام البنات:2004-زميله دوللي في الجامعه |

- البحث عن علا: 2022 نسرين تيتا زوزو 2024

### أفلام
| - الطيارة:2019 - ياباني أصلي:2017-لبنى - كلب بلدي:2016-زبرجد - ولاد رزق:2015-رباب علي سرحان | - 3 أيام في الساحل:2019-هانيا - الاسم انثى | - خطوات الشيطان (ج2):2014-ندى - شيري استديو:2017-ضيفة - الليلة دي:2015-ضيفة - معكم منى الشاذلي:2014-ضيفة - التجربة المكسيكية 2024 |